# Baldingen AG
| AG ist das Kürzel für den Kanton Aargau in der Schweiz. Es wird verwendet, um Verwechslungen mit anderen Einträgen des Namens Baldingen zu vermeiden. |

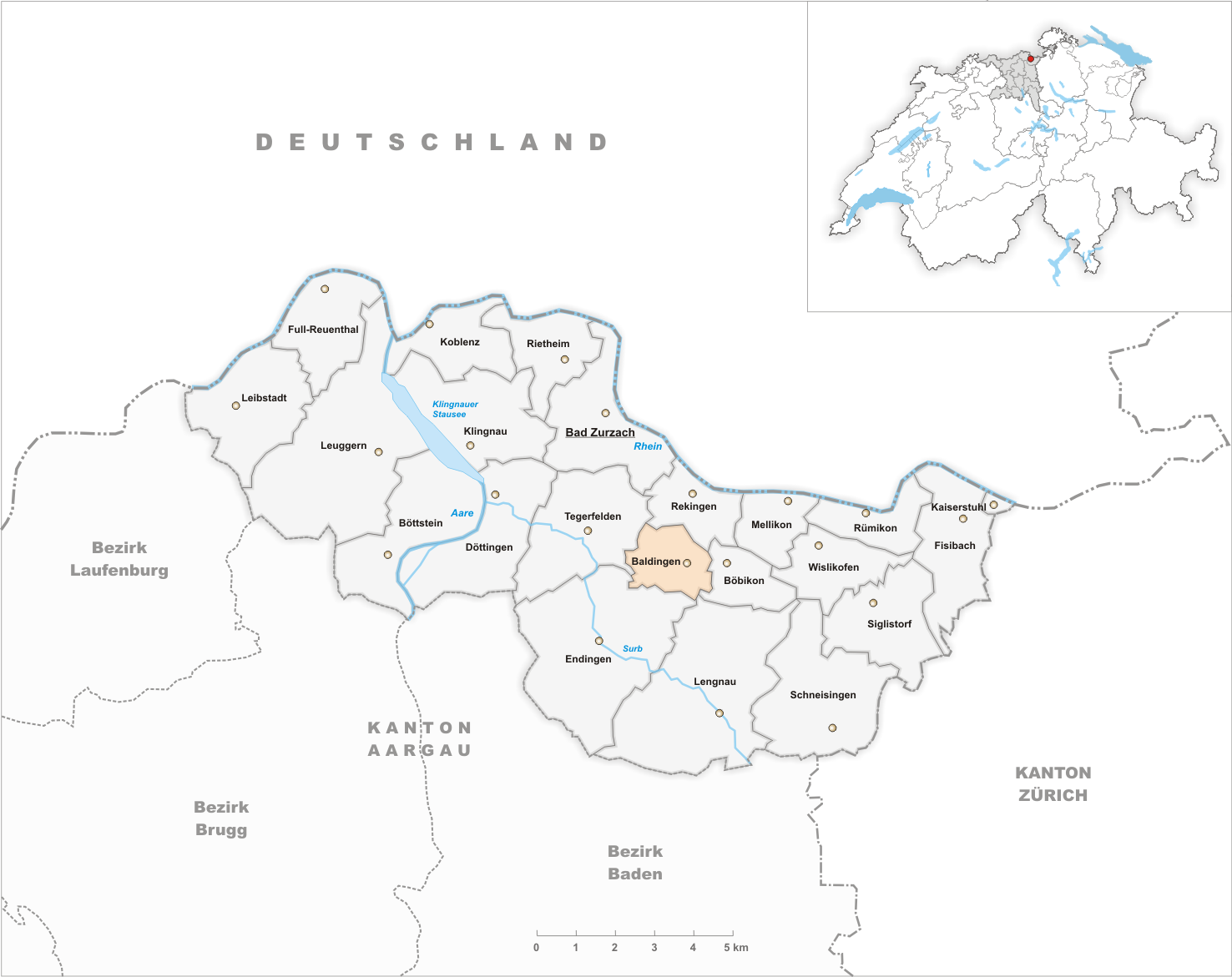
Gemeindestand vor der Fusion am 1. Januar 2022

Baldingen (in einheimischer Mundart: [ˈb̥ɑldig̊ə]) ist ein Ort in der Einwohnergemeinde Zurzach im Schweizer Kanton Aargau. Sie gehört zum Bezirk Zurzach und liegt knapp zwei Kilometer südlich der Grenze zu Deutschland.
Am 1. Januar 2022 fusionierte Baldingen mit den Gemeinden Bad Zurzach, Böbikon, Kaiserstuhl, Rekingen, Rietheim, Rümikon und Wislikofen zur neuen Gemeinde Zurzach.

## Geographie
Die ehemalige Gemeinde besteht aus zwei Ortsteilen: Oberbaldingen (558 m ü. M.) liegt auf der Kuppe der Spornegg, einem halbkreisförmigen Hügel im Tafeljura. Unterbaldingen (479 m ü. M.) liegt weiter unten am Osthang des Hügels. Die Bebauung beider Ortsteile ist erst seit wenigen Jahrzehnten zusammengewachsen. Südlich der Spornegg erstreckt sich die ausgedehnte, zum Teil bewaldete Güllenhau-Hochebene. Diese fällt ganz im Südwesten steil ins Tal des Schlierenbachs ab. Östlich von Unterbaldingen erstreckt sich die bis zu 80 Meter tiefe Schlucht des Chrüzlibachs, der bei Rekingen in den Hochrhein mündet.
Die Fläche des ehemaligen Gemeindegebiets beträgt 282 Hektaren, davon sind 87 Hektaren bewaldet und 32 Hektaren überbaut. Der höchste Punkt liegt auf 575 Metern auf der Güllenhau-Hochebene, der tiefste auf 400 Metern in der Schlucht des Chrüzlibachs. Nachbargemeinden waren Rekingen im Norden, Böbikon im Osten, Lengnau im Südosten, Endingen im Süden und Tegerfelden im Westen.

## Geschichte

Luftbild aus 2000 m von Walter Mittelholzer (1923)

Die erste sichere urkundliche Erwähnung von Baldingen erfolgte im Jahr 1317 (Heini von Baldingen); ältere Belege für den Namen beziehen sich wohl sämtlich auf andere Orte. Es handelt sich um eine Ableitung mit dem bei frühmittelalterlichen Alamannen-Siedlungen verbreiteten Suffix -ing-(un) und bedeutet ‚bei den Leuten des Baldo‘.  Baldingen war Sitz eines lokalen Ministerialengeschlechts, von deren kleinen Burg aber keinerlei Spuren erhalten geblieben sind. Die Blutgerichtsbarkeit übten die Habsburger aus.
Die Eidgenossen eroberten 1415 den Aargau; und Baldingen gehörte nun zum Amt Ehrendingen in der Grafschaft Baden, einer Gemeinen Herrschaft. Die Gerichtsherrschaft lag in der Hand mehrfach wechselnder privater Lehensträger. Im März 1798 nahmen die Franzosen die Schweiz ein und riefen die Helvetische Republik aus. Baldingen war zunächst eine Gemeinde im kurzlebigen Kanton Baden, seit 1803 gehört sie zum Kanton Aargau.
In der zweiten Hälfte des 19. Jahrhunderts wies Baldingen den grössten Bevölkerungsrückgang aller Aargauer Gemeinden auf. Fast die Hälfte der Einwohner verliessen ihre Heimat, nicht wenige wanderten nach Übersee aus. Bis 1883 war Baldingen ein Teil der Kirchgemeinde Zurzach und bildet seither zusammen mit Böbikon eine eigene Pfarrei. Nach einer langen Stagnationsphase und einem erneuten markanten Rückgang in den 1970er Jahren ist die Bevölkerungszahl wieder ansteigend.
Im Jahr 2000 trat Baldingen der Verwaltungskooperation «Verwaltung2000» bei, welche die Verwaltungsaufgaben von sieben Gemeinden in der Nachbarschaft erledigt. Seit 2014 ist die Gemeinde im Projekt «Rheintal+» involviert, das die Fusion von neun Gemeinden zur Gemeinde Zurzach vorsieht. Nachdem die Gemeindeversammlung am 23. Mai 2019 mit 56 zu 17 Stimmen der Fusion zugestimmt hatte, wurde der Entscheid am 8. September 2019 in einer Volksabstimmung mit 86 zu 38 Stimmen bestätigt. Damit wird die Fusion am 1. Januar 2022 erfolgen (jedoch ohne Mellikon, das knapp abgelehnt hatte).

## Sehenswürdigkeiten

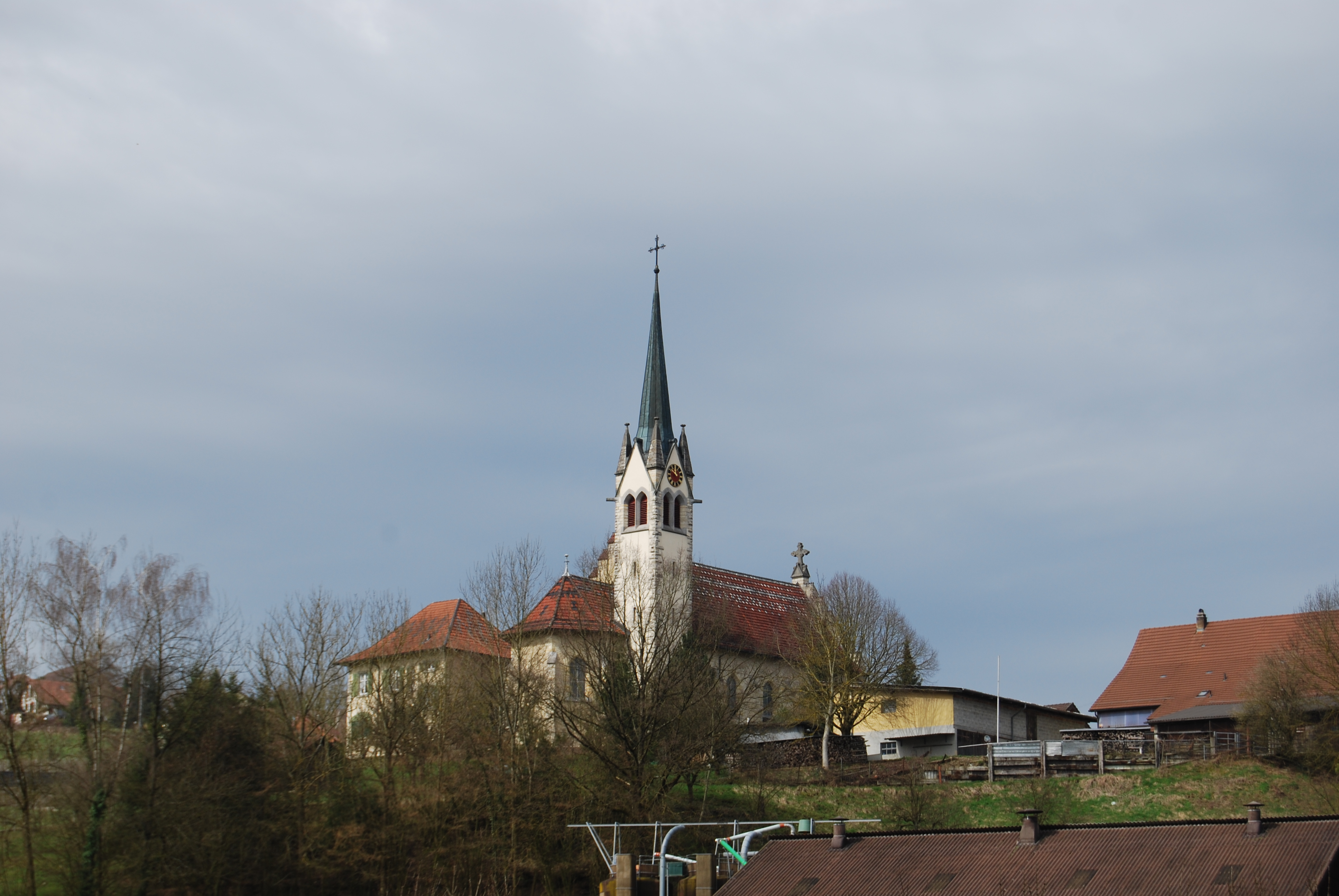
Pfarrkirche St. Agatha

In Unterbaldingen steht die im Jahr 1898 errichtete katholische Pfarrkirche St. Agatha. Sie ist im neugotischen Stil erbaut und weist einige Jugendstil-Elemente auf. Die Kirche entstand nach den Plänen des Architekten Karl Moser, des Erbauers des Zürcher Kunsthauses und der Pauluskirche Basel.

## Wappen
Die Blasonierung des Gemeindewappens lautet: «In Blau drei gelbe Lindenblätter mit gelbem Stiel und Zweig.» Das Wappen, welches seit 1953 in Gebrauch ist, geht auf das Familienwappen von Franz Zweyer von Evenbach zurück. Dieser war in Klingnau Obervogt des Bischofs von Konstanz gewesen und hatte sich 1667 in Baldingen niedergelassen, wo er ein kleines Schlösschen errichten liess.

## Bevölkerung
Die Einwohnerzahlen entwickelten sich wie folgt:
| Jahr      | 1799 | 1850 | 1900 | 1930 | 1950 | 1960 | 1970 | 1980 | 1990 | 2000 | 2010 | 2020 |
| Einwohner | 236  | 336  | 183  | 193  | 182  | 185  | 175  | 144  | 212  | 249  | 291  | 267  |

Am 31. Dezember 2021 lebten 276 Menschen in Baldingen, der Ausländeranteil betrug 10,9 %. Bei der Volkszählung 2015 bezeichneten sich 42,8 % als römisch-katholisch und 26,6 % als reformiert; 30,6 % waren konfessionslos oder gehörten anderen Glaubensrichtungen an. 98,0 % gaben bei der Volkszählung 2000 Deutsch als ihre Hauptsprache an.

## Politik und Recht
Die Versammlung der Stimmberechtigten, die Gemeindeversammlung, übt die Legislativgewalt aus. Ausführende Behörde ist der fünfköpfige Gemeinderat. Er wird im Majorzverfahren vom Volk gewählt, seine Amtsdauer beträgt vier Jahre. Der Gemeinderat führt und repräsentiert die Gemeinde. Dazu vollzieht er die Beschlüsse der Gemeindeversammlung und die Aufgaben, die ihm vom Kanton zugeteilt wurden. Für Rechtsstreitigkeiten ist in erster Instanz das Bezirksgericht Zurzach zuständig. Baldingen gehört zum Friedensrichterkreis XVII (Zurzach).

## Wirtschaft
In Baldingen gibt es gemäss der im Jahr 2015 erhobenen Statistik der Unternehmensstruktur (STATENT) rund 50 Arbeitsplätze, davon 51 % in der Landwirtschaft, 9 % in der Industrie und 40 % im Dienstleistungssektor. Die meisten Erwerbstätigen sind Wegpendler und arbeiten in Bad Zurzach und Umgebung, teilweise auch in der Region Baden.

## Verkehr
Das Dorf liegt zwar abseits des Durchgangsverkehrs an der Kantonsstrasse 432/433, doch ist die Hauptstrasse 7 zwischen Basel und Winterthur nur knapp zwei Kilometer entfernt. Eine schmale Nebenstrasse führt nach Lengnau im Surbtal. Eine Postautolinie verbindet den Bahnhof Bad Zurzach mit Baldingen und Böbikon.

## Bildung
Die ehemalige Gemeinde besitzt keine Schule mehr. Der Kindergarten und die Primarschule können im benachbarten Rekingen besucht werden, sämtliche Oberstufen (Realschule, Sekundarschule und Bezirksschule) in Bad Zurzach. Die nächstgelegenen Gymnasien sind die Kantonsschule Baden und die Kantonsschule Wettingen.

## Persönlichkeiten
- Julius Binder (* 1925), National- und Ständerat